# Lehtimäki kyrka
Lehtimäki kyrka (finska: Lehtimäen kirkko) är en kyrkobyggnad i finländska Lehtimäki, tillhörande Lehtimäki kapellförsamling inom Evangelisk-lutherska kyrkan i Finland.
Lehtimäki kyrka är en likarmad korskyrka i nyklassisk stil. Den av trä uppförda kyrkobyggnaden ritades av arkitekten Jacob Rijf och färdigställdes år 1800; det fristående åttahörniga klocktornet, ritat av Lehtimäkibon Abraham Hernesmaa, uppfördes 1835 och byggdes samman med kyrkan genom en förbindelsegång 1895. Kyrkan genomgick en större renovation åren 1947–1948 under ledning av arkitekten Antti Salmenlinna och i samband med detta anskaffades även en orgel som 1967 byggdes ut till 18 stämmor.
Kyrkan rymmer cirka 500 besökare och om somrarna tjänar den som vägkyrka.